# 詹塔山縣
詹塔山縣是印度的一個縣，位於該國東北部，由梅加拉亞邦負責管轄，面積3,819平方公里，2011年人口392,852，人口密度每平方公里103人。

## 外部連結
- Jaintia Hills website

25°27′N 92°12′E / 25.450°N 92.200°E